# Histoire d'Aix-en-Provence sous l'Ancien Régime
L'histoire d'Aix-en-Provence sous l'Ancien Régime débute avec l'association de la Provence et d'Aix à la couronne de France en 1486, "comme un principal à un autre principal et aucunement subalterné".

## Aix la Française
À partir de 1486 et le rattachement de la Provence à la France, le gouverneur y réside. En 1501, Louis XII y établit le Parlement de Provence qui perdura jusqu’à la Révolution. Le plus souvent, les États s'y réunissaient pour voter l'impôt. Ce Parlement était si peu populaire qu'un dicton est apparu : « Parlement, mistral et Durance sont les trois fléaux de la Provence ».
En 1545, c’est le président du parlement d’Aix, Oppède, soutenu par le cardinal de Tournon, qui organise le massacre des vaudois du Luberon.

## Les Guerres de religion
Charles IX passe dans la ville lors de son tour de France royal (1564-1566), accompagné de la Cour et des Grands du royaume : son frère le duc d’Anjou, Henri de Navarre, les cardinaux de Bourbon et de Lorraine. La ville est alors en révolte contre le gouverneur de Provence, le comte de Tende, trop tolérant avec les protestants, celui-ci en effet était le mari de Françoise de Foix, seigneur de Marignane, elle-même huguenote. Il est accueilli par la cour des Comptes ; le roi fait abattre le pin d’Eguilles, où les catholiques avaient pendu de nombreux protestants les années précédentes.

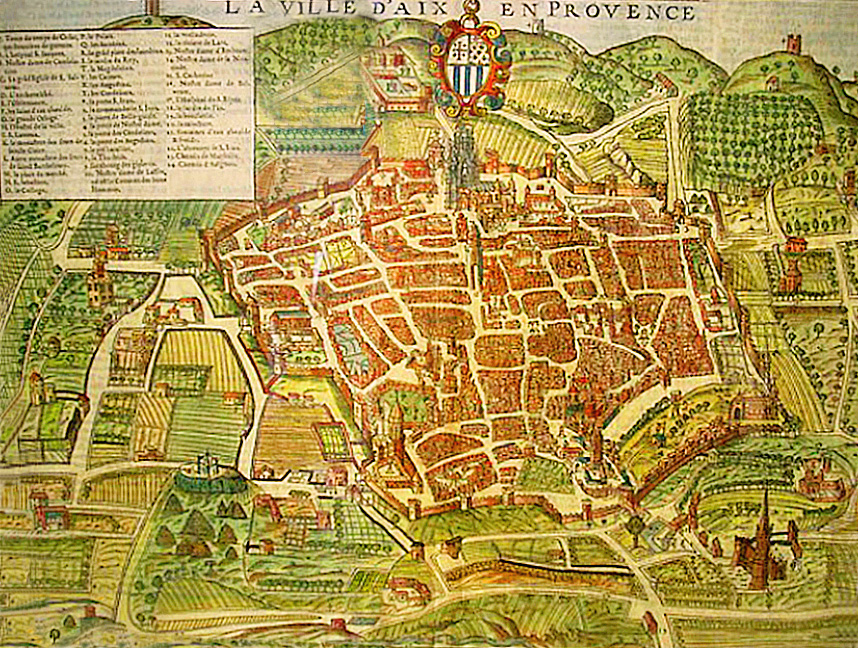
La ville au milieu du XVIe siècle.

En octobre 1590, le duc de Savoie se fait nommer comte de Provence par la Ligue et prend la ville.
Au retour d'une expédition contre les Huguenots en 1622, Louis XIII s'arrête à Aix qui l'accueille avec enthousiasme le 30 octobre. Une fête somptueuse accompagne le souverain dans sa visite, à l'issue de laquelle il s'exclame : « J'ai été reçu à Arles comme un gentilhomme, à Marseille comme un seigneur, mais à Aix comme un dieu. » À son arrivée, il avait juré le maintien de la Constitution provençale, sur la demande des consuls-procureurs d'Aix, acte qui suscite les plus vives acclamations.
En 1630, alors que la ville est en proie à un épisode de peste, le cardinal Richelieu décide de priver les États de Provence de la collecte et de la répartition des impôts, transférés au pouvoir royal. Une insurrection, dénommée la révolte des Cascaveous, fait plier le cardinal. Quelques années plus tard, en 1659, peu après la Fronde, un partisan de ce mouvement, ami de deux présidents du Parlement d'Aix, est assassiné sur la route d'Aix à Marseille. Aussitôt, la population aixoise accuse le premier président du Parlement, Henri de Forbin-Maynier, baron d'Oppède, d'en être le commanditaire. Le palais de justice est assiégé et de Forbin-Maynier ne doit son salut qu'à une intervention de l'archevêque Grimaldi. L'émeute, connue depuis sous le nom d'émeutes de la Saint-Valentin, cesse avec l'arrivée du duc de Mercœur dans les murs d'Aix.
Louis XIV séjourna plusieurs fois à Aix :  il joua notamment au Jeu de Paume transformé au XVIIIe en un théâtre à l'italienne du même nom ; c'est à Aix que le Roi Soleil signa la paix avec le Prince de Condé... Lorsqu'il dormit dans l'hôtel particulier de Châteaurenard, il fut ébloui par une peinture en trompe-l'œil de Jean Daret (peintre flamand) : il nomma celui-ci peintre du Roi à la Cour de Versailles.

## Dernier agrandissement de la ville
La nomination du cardinal Michel Mazarin au poste d'archevêque d'Aix va permettre une forte extension de la ville vers le sud. Sur autorisation du roi de France, il fait abattre le rempart sud et fait enclore un nouveau quartier, représentant près d'un tiers de la ville, dans un nouveau rempart plus au sud. Ce quartier, dénommé plus tard quartier Mazarin, est conçu grâce aux conseils de l'architecte Jean Lombard. Les bourgeois dont les demeures sont situées tout contre l'ancien rempart demandent que la zone se trouvant devant leurs bâtiments reste vierge de construction et devienne une promenade pour badauds et carrosses. Cette requête est acceptée et le cours ainsi créé va devenir la porte d'entrée de la nouvelle ville. Ce n'est qu'en 1876 toutefois qu'on lui donnera le nom de « cours Mirabeau ».
Le nouveau quartier Mazarin coûte cher à réaliser : plus de 55 000 livres. Somme que se partagent la municipalité d'Aix, sous la contrainte du Parlement, des marchands de biens, des acquéreurs d'emplacement, les communautés de Provence et le duc de Vendôme, Louis de Mercœur. Le cardinal bâtisseur, personnalité fort controversée au demeurant, laisse son nom à plusieurs rues de ce nouveau quartier : la rue Cardinale, la rue Saint-Michel, aujourd'hui rue Goyrand, la rue Mazarine et la rue Saint-Sauveur (aujourd'hui rue du Quatre-Septembre).